# 多沙姆
多沙姆（Tosham），是印度哈里亚纳邦的一个城镇。总人口11271（2001年）。

## 人口
该地2001年总人口11271人，其中男性5989人，女性5282人；0—6岁人口1620人，其中男857人，女763人；识字率63.85%，其中男性为72.15%，女性为54.43%。